# Eugenia haniffii
Espèce
Synonymes
- Eugenia haniffii M.R.Hend.[2]

Statut de conservation UICN

 VU D2 : Vulnérable
Eugenia haniffii est une espèce de plantes à fleurs de la famille des Myrtaceae.
Selon Plants of the World Online, c'est un synonyme de Syzygium haniffii. Selon ce site, c'est un arbre trouvé en Malaisie péninsulaire. Il pousse en milieu tropical humide.

## Publication originale
- Gardens' Bulletin, Singapore 11: 309. 1947.